# XXIIIe siècle av. J.-C.
../.. | 
IVe millénaire av. J.-C. |
IIIe millénaire av. J.-C. |
IIe millénaire av. J.-C. |
../..
XXXe siècle av. J.-C.
| XXIXe siècle av. J.-C.
| XXVIIIe siècle av. J.-C.
| XXVIIe siècle av. J.-C.
| XXVIe siècle av. J.-C.

XXVe siècle av. J.-C.
| XXIVe siècle av. J.-C. 
| XXIIIe siècle av. J.-C.
| XXIIe siècle av. J.-C.
| XXIe siècle av. J.-C.
Liste des millénaires |
Liste des siècles

## Événements

### Proche-Orient
- Vers 2300-2200 av. J.-C. : effondrement des cités levantines à la fin du Bronze ancien III (Ebla, Megiddo, Yarmouth, Aï, Beth-Yerah) et arrêt de la vie urbaine. Apparition des Amorrites, nomades originaires d’Anatolie et d’Arménie, en Syrie et en Phénicie[1].

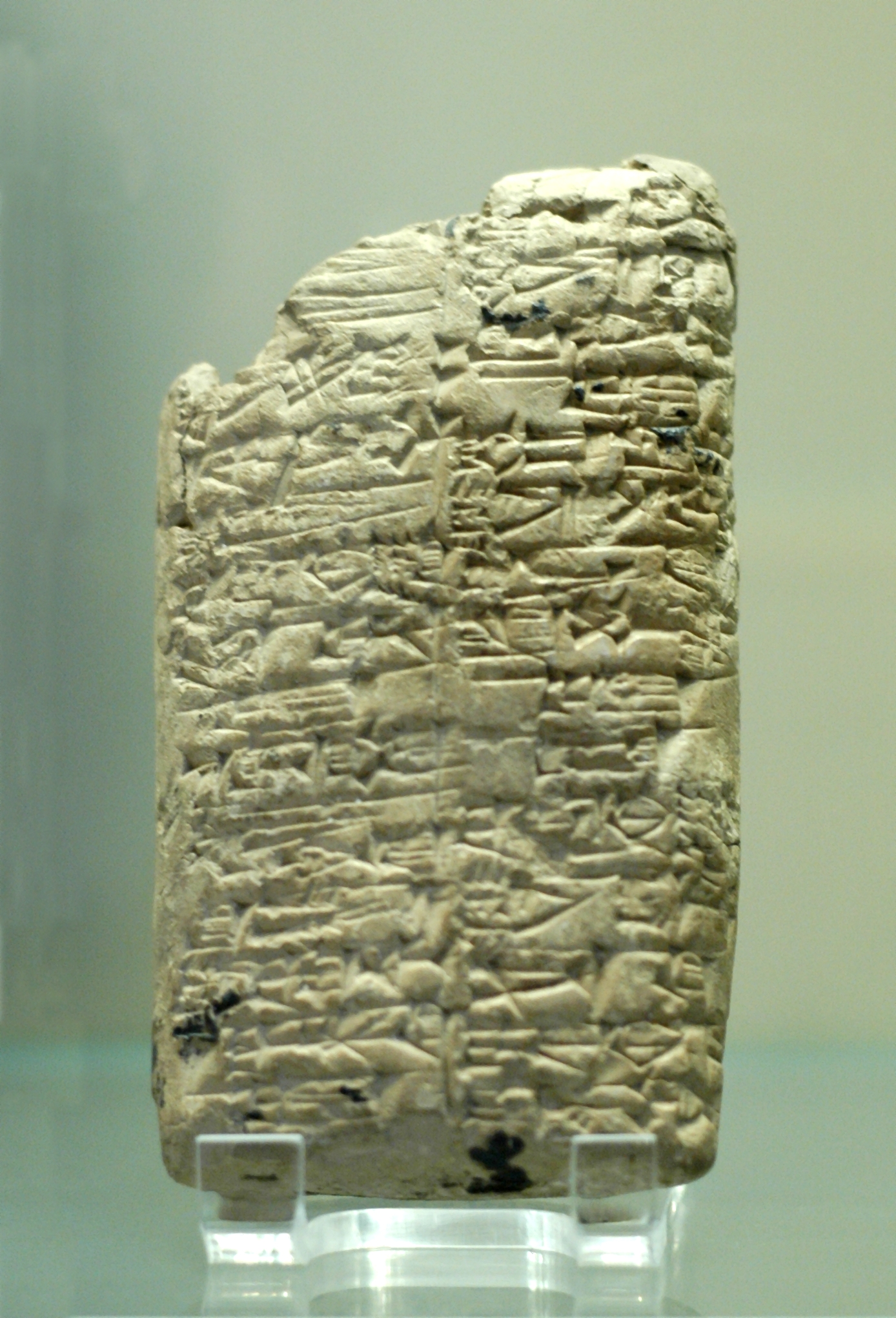
Liste des victoires de Rimush, roi d'Akkad, sur Abalgamash, roi de Marhashi et sur les cités élamites. Tablette d'argile, 2270 av. J.-C..

- Vers 2300 av. J.-C. : après avoir fait reconnaître sa souveraineté par le dieu Dagan à Tuttul, Sargon d'Akkad prend Mari (Tell Harin) et Ebla[2]. Certains chercheurs estiment que Sargon a mené son expédition contre la Syrie avec 5400 hommes[3].
- 2279 av. J.-C.[4] : mort de Sargon d'Akkad. Son fils Rimush (Urumush) lui succède sur le trône d'Akkad jusqu’en 2270 av. J.-C.[2].
  - Révolte des ensí de Lagash, d’Umma, Adab, Zabalam et Kazallu, avec à leur tête Kaku, lugal d’Ur. Les Élamites en profitent pour secouer le joug akkadien[2].
  - Rimush part en campagne contre Abalgamash, le roi de Warahshe, qu’il vainc. Il aurait fait 5700 prisonniers parmi les coalisés de la révolte sumérienne, tué 16 212 élamites et emmené 4216 en captivité[1].

- 2269-2255 av. J.-C.[4] : règne de Manishtusu, second fils de Sargon, roi d’Akkad. Il intervient contre le royaume d’Anshan (Iran). Il lance une expédition maritime, probablement contre l’Oman (Magan)[2]. Élargissement de la propriété privée. L’obélisque de Manishtusu montre le roi d’Akkad racheter des terres, sans doute pour les donner à ses serviteurs, ce qui a fait penser que les souverains agadéens ont pratiqué une politique de sécularisation des terres[1].

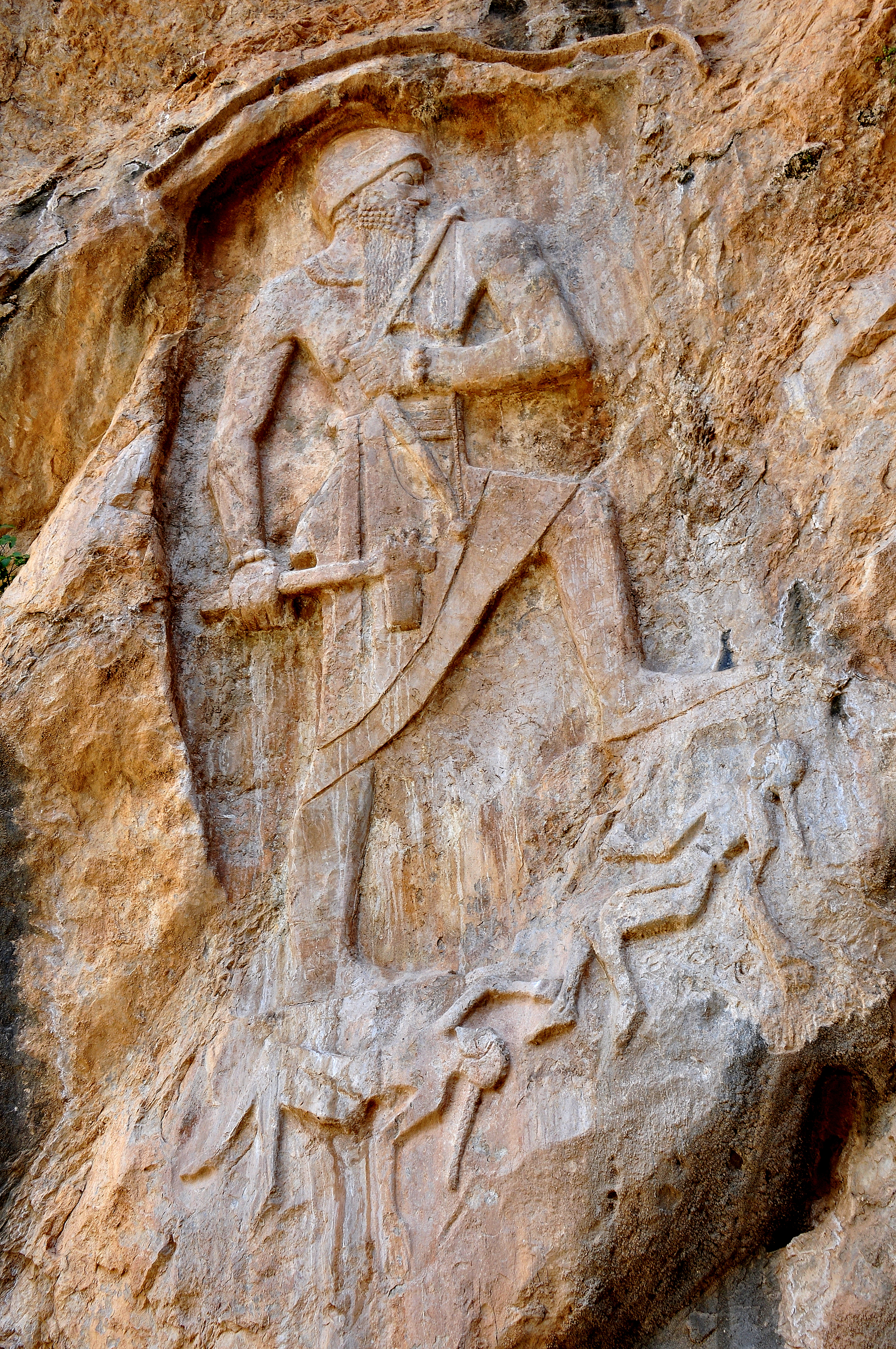
Relief rupestre de Naram-Sin à Darband-i-Gawr.

- 2254-2218 av. J.-C.[4] : règne de Naram-Sin, roi d’Akkad[2]. Vers 2250 av. J.-C., Suse est incorporé dans l’empire d’Agadé. Dans l’arrière-pays montagnard, Awan devient la capitale d’un royaume indépendant dont l’un des rois a des relations d’égal à égal avec Naram-Sin[1]. Naram-Sin mène de nombreuses expéditions militaires autour de la Mésopotamie. À l’ouest, il détruit le royaume d’Ebla et de nombreuses villes syriennes et soumet l’Amanus. Au nord, il marche contre les Hourrites (stèle de Pir-Hussein près de Diyarbakır, tête en bronze de Ninive, statue de Bassetki près de Mossoul, palais de Tell Brak), à l’est contre les Lullubis du Zagros (relief rupestre de Darband-i-Gawr au sud de As-Sulaymaniya, stèle de victoire retrouvée à Suse) et mène une expédition contre Mannudannu à Magan. À la fin du règne, l’empire d'Akkad est menacé par Annubanini, roi des Lullubi et les Gutis[2].
- 2230-2200 av. J.-C. : règne de Lugal-ushumgal, roi de Lagash[2].
- 2217-2193  av. J.-C. : règne de Shar-kali-sharri, roi d’Akkad. Le gouverneur de Suse, Puzur-Inshushinak, se proclame indépendant et agrandit son domaine. Il fait une incursion en Akkad et s'arroge le titre de « roi des quatre nations ». Les Amorrites font leur apparition près de Mari et luttent contre Akkad. Shar-kali-sharri les contient dans le Djebel Bishri[2].

### Égypte

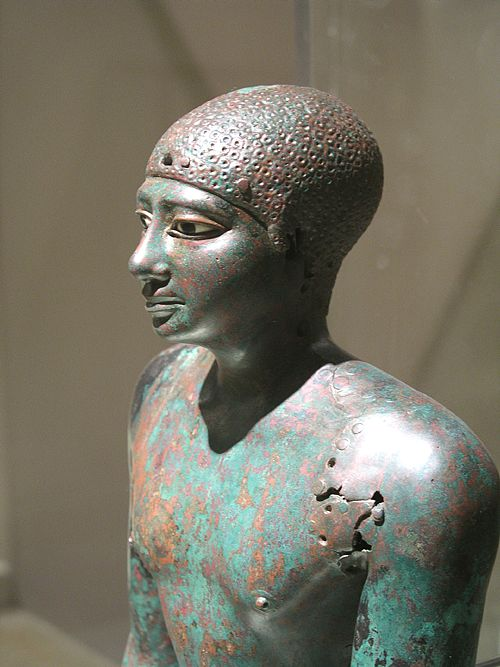
Statue de bronze de Pépi Ier ou de son fils Mérenrê Ier, trouvée à Hiérakonpolis - Musée égyptien du caire.

- 2291 av. J.-C.[5] : Téti, deuxième pharaon de la VIe dynastie est assassiné. Son fils, Pépi Ier (Meryrê) lui succède comme troisième pharaon de la VIe dynastie après l'épisode d'Ouserkarê, qui aurait été soit le régent pendant la minorité de Pépi, soit un usurpateur. Pépi épouse successivement les deux filles du nomarque d’Abydos, Khoui. Souverain énergique et entreprenant, il règne plus d’un demi-siècle. Certains textes font état d’une conspiration contre lui dans laquelle était impliquée l’une des femmes du roi. Pour défendre les mines de cuivre et de turquoise du Sinaï contre les nomades, l’armée du général égyptien Ouni entre à six reprises en Palestine et ravage le pays[6].
- Vers 2255-2246 av. J.-C.[5] : Mérenrê Ier règne cinq à dix ans. Il reçoit à Assouan la soumission des chefs de Medjou, Irtet et Ouaouat en Basse Nubie[6].

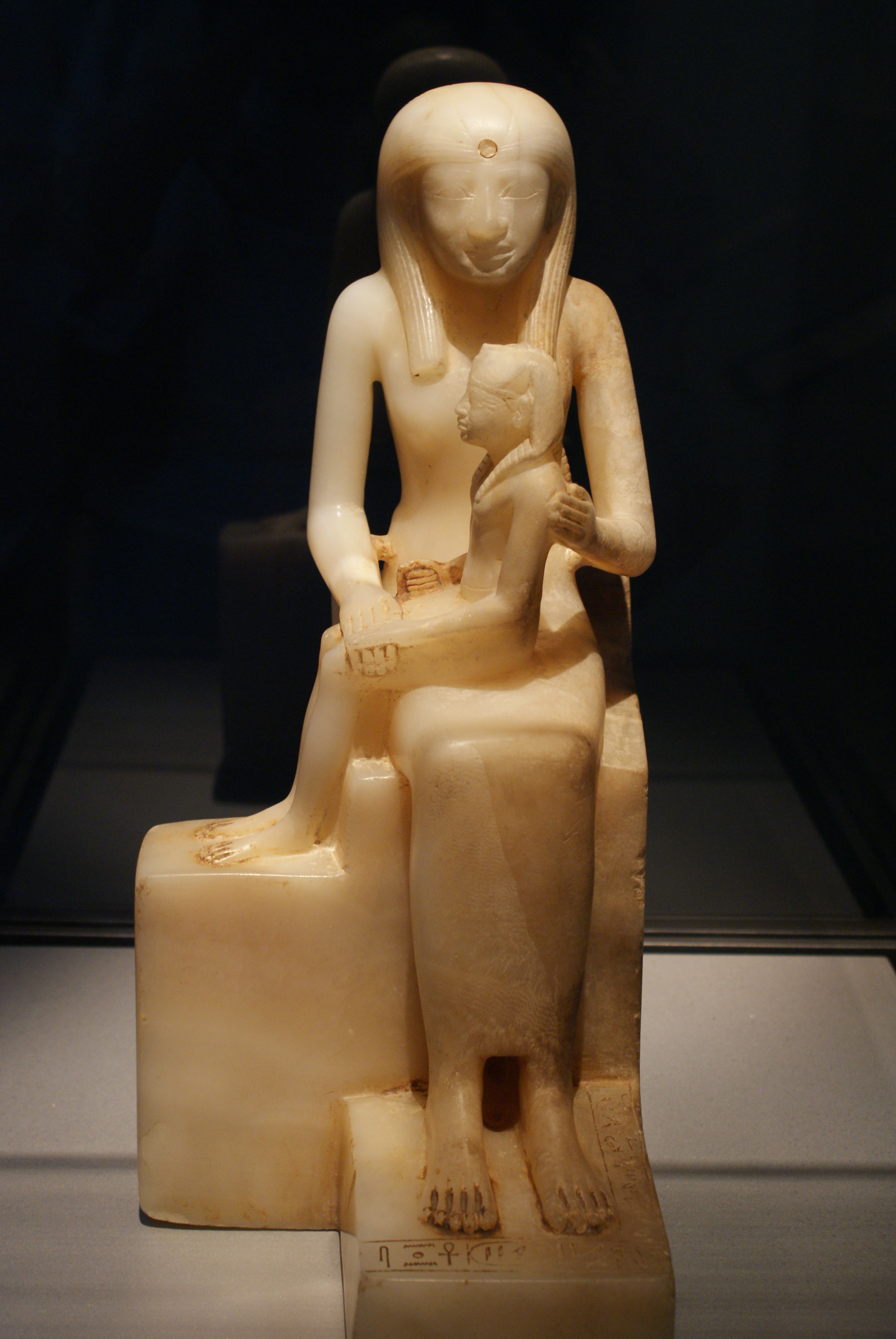
Statuette en albâtre représentant Ânkhésenpépi II et son fils Pépi II - musée de Brooklyn, New York.

- 2246 à 2152 av. J.-C.[5] : règne de Pépi II, demi-frère de Mérenrê, fils d’Ânkhnesmérirê II, seconde fille de Khoui. Il monte sur le trône à l’âge de six ans et règne 94 ans[7]. Ce règne interminable (le plus long connu de l’Histoire) contribuera sans doute à la dislocation de l’Ancien Empire en figeant les institutions (hérédité des fonctions, pouvoir accru des hauts fonctionnaires locaux (nomarque) au détriment de la monarchie).
  - Sous Pépi II, les tombes des hauts fonctionnaires de l’administration centrale, entourant le complexe funéraire royal à Saqqarah, sont relativement modestes, d’importance moindre ou égale à celles des nomarques de province, signe confirmé par de nombreux autres indices de la montée des autonomies des administrations provinciales et de l’apparition de forces centrifuges. Des centres provinciaux importants se développent en Moyenne et Haute-Égypte (nécropole de Meir, Deir el-Gabraoui, Abydos, Coptos, Dendérah, Edfou, Assouan). L’institution royale cherche à réagir en créant une charge de « gouverneur du Sud »[1].
- Expéditions égyptiennes vers la Nubie et le pays de Pount (Éthiopie) sous Pépi II. Le prince Hirkhouf, gouverneur du Sud, organise quatre expéditions en Afrique sur l’ordre des rois Mérenrê Ier et Pépi II. Il avance au-delà de la Nubie, en direction du Darfour (pays de Iam), suivant des pistes inconnues et rapporte de nombreuses richesses (dont un Pygmée)[7]. Sous Pépi II, le prince d’Assouan Mekhou, par contre, est tué lors d’une expédition au-delà de la 2e cataracte. Son fils Sebni ira chercher le corps de son père[8]. Toujours sous Pépi II, le noble d’Éléphantine Pépinakht mène deux expéditions en Nubie « pour tailler en pièces Ouaouat et Irtet » puis pacifier le pays[7]. L’expédition du commandant Ânankhet est décimée par les nomades du désert (Âamou) alors qu’elle construisait un navire « de Byblos » sur la mer Rouge pour se rendre au pays de Pount. Pépinakht conduit une expédition punitive contre les Âamou[9]. C’est certainement à ce moment-là que l’on créera une voie fluviale entre la Méditerranée et la mer Rouge, par les bras du Nil et des canaux. Certains bateaux partent même de Byblos, ce qui évite le transport du bois jusqu’à Memphis[6].

### Europe

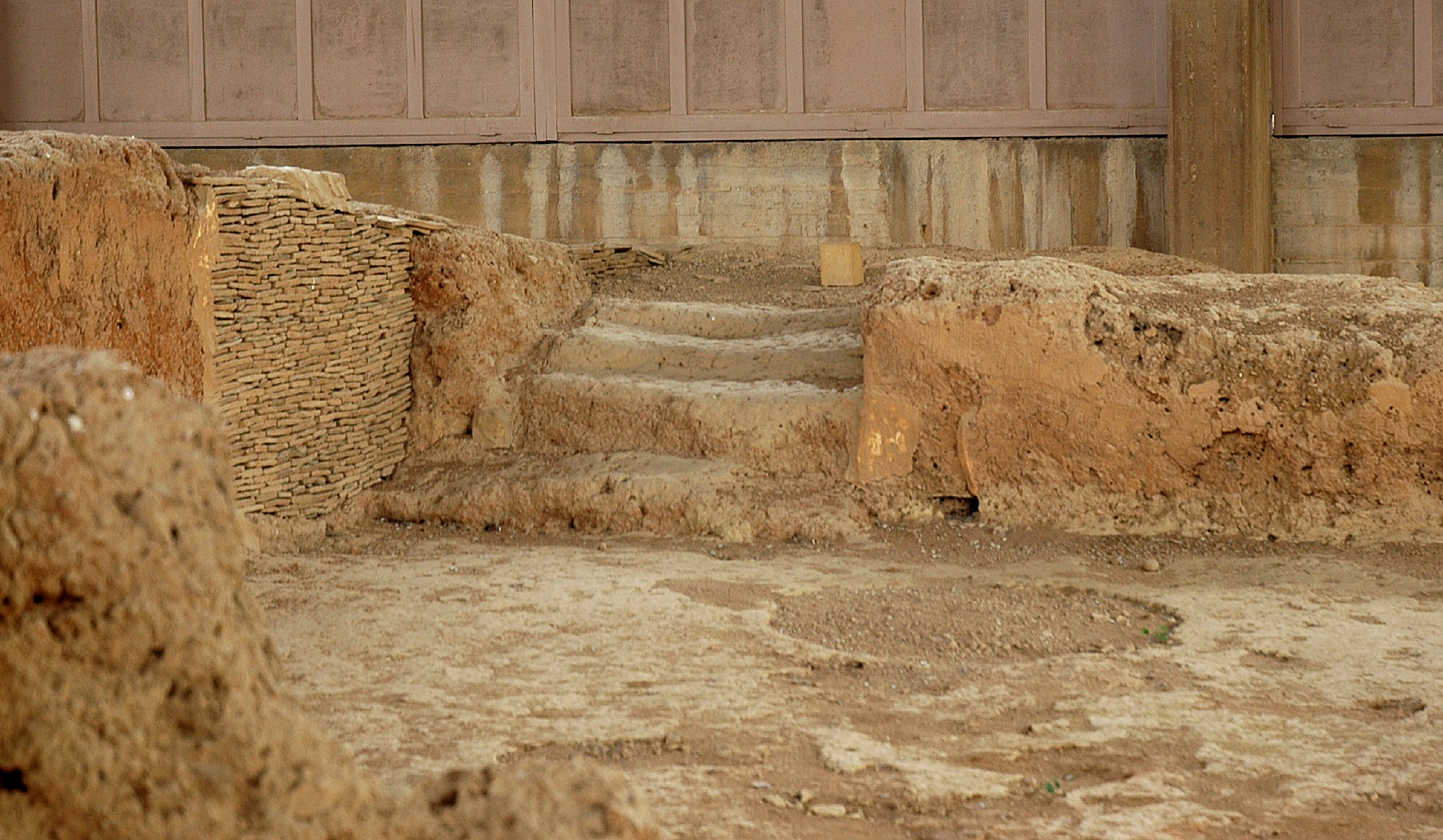
La « maison des tuiles » à Lerne.

- 2300-2000 av. J.-C. : troisième période de la civilisation des Cyclades en mer Égée. Cycladique Ancien III (CA III) (2300 - 2000) dit aussi culture Phylakopi[10].
- 2300-2200 av. J.-C. : troubles en Grèce lors de la transition entre le bronze Ancien II et III ; destructions quasi systématiques en Argolide, dans les Cyclades et en Crète. Destruction de la maison des Tuiles de Lerne (Argolide) et de Mýrtos (Crète)[11].
- 2200 av. J.-C. : fin de l'occupation du site de Los Millares près d'Alméria (sud de l'Espagne). Dans la région, la plupart des grandes agglomérations de l'époque ont des horizons d'incendies qui peuvent être datés du XXIIIe siècle av. J.-C.[12].
- 2300-2050 av. J.-C. : bronze Ancien III en Grèce. La céramique BA II d’Argolide et la céramique Lefkandi I, d’influence anatolienne, fusionnent pour donner la céramique BA III dans le Péloponnèse et en Grèce centrale[11].
- 2300-2100 av. J.-C. : mise en valeur agricole de la plaine de la Messará en Crète[13].
- 2309-2223 av. J.-C. : aménagement de puits de captage au site des Fontaines salées, en France[14].

## Art et culture

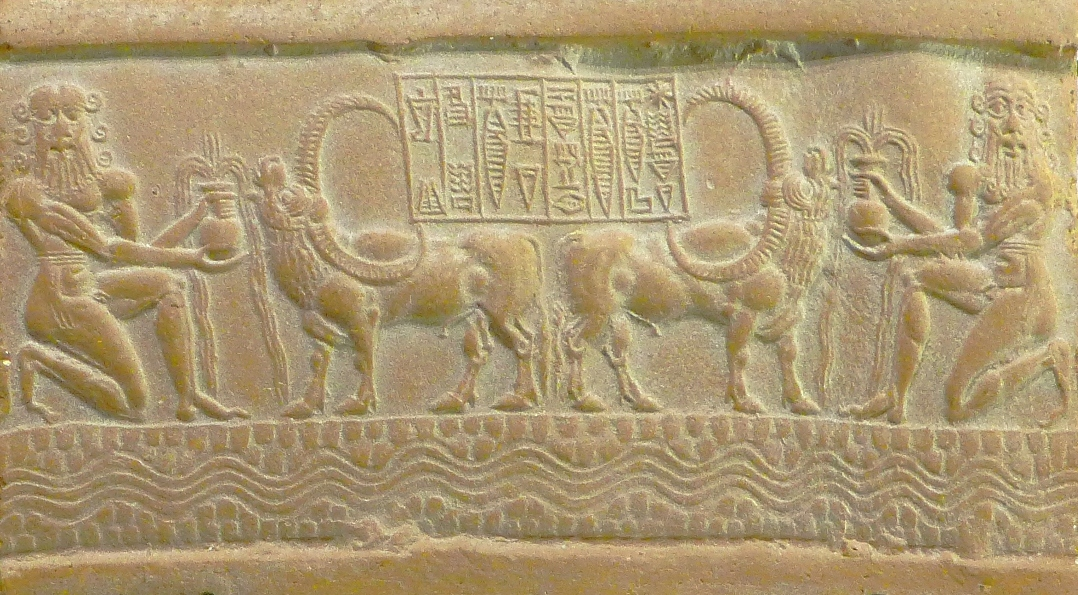
Impression du sceau-cylindre d'Ibni-sharrum (no 24), héros acolytes d’Ea abreuvant des buffles.

- L’arrivée au pouvoir de la dynastie d’Agadé marque une rupture nette dans la production artistique en Mésopotamie (sculpture, bas-reliefs, glyptique) : les artistes de la cour Akkad élaborent un style suivi par les autres villes de l’empire. Tête de bronze de Ninive, attribuée à Sargon ou à Naram-Sin, sceau-cylindre d’Ibni-sharrum, scribe de Shar-kali-sharri, dont la qualité de la gravure et de la mise en page atteint une perfection qui ne sera jamais dépassée.
- Pépi Ier fait construire des temples à Bubastis, Abydos, Denderah et Koptos.
- Statues de cuivre (Pépi Ier) ou d’or (faucon d’Horus).
- Temple égyptien à Byblos sous Pépi II, attestant l’existence d’une importante colonie égyptienne.